# Мангуста
Мангу́ста, або герпестес (Herpestes) — рід хижих ссавців з родини Мангустові (Herpestidae).
Етимологія: грец. ἕρπω — «повзати», означає повзучу істоту, зазначивши, що тварина «у цій області поводиться зміїним чином». Слово «мангуста» походить з маратхі.

## Морфологія
Морфометрія. Довжина голови й тіла: 250—650 мм, довжина хвоста: 200—510 мм, вага: 500—4000 гр.
Опис. Забарвлення широко відрізняється для різних видів. Деякі форми зеленувато-сірі, жовтувато-коричневі чи сірувато-коричневі. Інші дрібноплямисті з білими або жовто-коричневими латками. Низ, як правило, світліший, ніж спина і боки і білий в деяких видів. Шерсть коротка і м'яка у деяких видів і досить довга й груба в інших. Тіло струнке, хвіст довгий. Є п'ять пальців на кожній кінцівці, задні ступні голі до п'яти, і кігті передніх лап гострі і вигнуті. Малі запахові залози розташовані поблизу ануса, а деякі види можуть виділяти смердючі виділення. Самиці мають чотири або шість молочних залоз.

## Поведінка
Займають велику різноманітність середовищ існування, починаючи від лісистих пагорбів до відкритих, посушливих рівнин. Живуть у порожнистих колодах або деревах, отворах у землі або в ущелинах. Можуть вести як денний, так і нічний спосіб життя. В основному наземні, але дуже спритні, а деякі види можуть дуже вміло вилазити на дерева. Вранці часто гріються на сонці. Поживою для них є комахи, краби, риби, жаби, змії, птахи, дрібні ссавці, фрукти та інша рослинна їжа. Деякі види вбивають кобр та інших отруйних змій. Всупереч поширеній думці, мангусти не захищені від їхніх укусів. Найімовірніше, вони такі вмілі й швидкі у своїх рухах, що уникають ударів змії й майже завжди їм вдається вхопити її за голову. Бій зазвичай закінчується тим, що ссавець поїдає змію, але іноді гине мангуст. Мангусти можуть проживати як поодиноко, так і парами, а також групами до 14 осіб.

## Життєвий цикл
В Ізраїлі групи Herpestes ichneumon займають постійне місцепроживання і дають один приплід на рік, навесні, і молодь залишається з родиною протягом року або більше. У Herpestes javanicus вагітність триває 42-49 днів, у Herpestes ichneumon — 60-84 дні. Приплід становить від одного до чотирьох. У неволі Herpestes ichneumon живе більше 20 років.

## Розселення мангустів людьми
Мангусти широко розповсюджувались людьми, щоб вбивати пацюків і змій. Присутність Herpestes ichneumon в Іспанії та Португалії, ймовірно, пов'язана з завезенням в стародавні часи. Цей вид також був завезений на Мадагаскар. Herpestes javanicus був завезений у Вест-Індію на початку 1870-х, і в наш час[коли?] присутній на 29 островах, у тому числі на всіх Великих Антильських островах.
H. javanicus також був ввезений на північно-східне узбережжя Південної Америки, острів Мафія у Східній Африці, на Маврикій, на Хорватські острови в Адріатичному морі, на Гавайські острови й Фіджі. Кілька особин цього виду були завезені на материкову частину Північної Америки, Herpestes edwardsii був завезений у центральну Італію та на Малайський півострів (хоча там, ймовірно, дотепер зник), острови Рюкю. Але окрім того, що мангусти вбивають змій та щурів, вони також полюють на невелику домашню птицю і призводять до зникнення невеликих тварин місцевої фауни.

## Систематика
Рід Мангуста (Герпестес) (Herpestes) включає 5 сучасних видів та 1 викопний:
- Herpestes flavescens
- Herpestes ichneumon
- Herpestes ochraceus
- Herpestes pulverulentus
- Herpestes sanguineus
- †Herpestes lemanensis